# Кураленко, Сергей Васильевич
Серге́й Васи́льевич Курале́нко (род. 21 декабря 1961, Ратенов, ГДР) — российский военачальник. Начальник Главного управления военной полиции Министерства обороны Российской Федерации с 21 февраля 2020 года, генерал-полковник (2019). Участник боевых действий на Северном Кавказе и в Сирийской Арабской Республике.

## Биография
Сергей Васильевич Кураленко родился 21 декабря 1961 года в городе Ратенов, ГДР в семье военнослужащего.
Проходил службу в Группе советских войск в Германии, Одесском, Забайкальском, Северо-Кавказском, Ленинградском, Южном и Западном военных округах.
В 1979 году окончил  Уссурийское суворовское военное училище. С 1979 по 1983 год — курсант Харьковского гвардейского высшего командного танкового училища имени Верховного Совета Украинской ССР. По окончании училища проходил службу в ГСВГ на должностях командира танкового взвода, заместителя командира танковой роты, командира танковой роты.
С 1988 по 1992 год — командир танковой роты, заместитель командира танкового батальона и командир танкового батальона в 14-й гвардейской общевойсковой армии Одесского военного округа.
С 1992 по 1995 год — слушатель Военной академии бронетанковых войск имени Маршала Советского Союза Р. Я. Малиновского.
С 2002 по декабрь 2003 года — командир 131-й отдельной мотострелковой Краснодарско-Кубанской казачьей бригады (СКВО), одновременно — начальник Майкопского военного гарнизона. В декабре 2003 года присвоено воинское звание генерал-майор. С сентября 2002 по 2003 год — военный комендант административного района Чеченской Республики.
Окончил Военную академию Генерального штаба Вооружённых Сил Российской Федерации в 2006 году.
С июля 2006 по июнь 2009 года — командир 4-й гвардейской танковой Кантемировской дивизии имени Ю. В. Андропова Западного военного округа.
С июня 2009 по январь 2011 года — начальник штаба 5-й общевойсковой армии Восточного военного округа.
С 9 января 2011 по 20 мая 2012 года — командующий 49-й общевойсковой армией Южного военного округа.

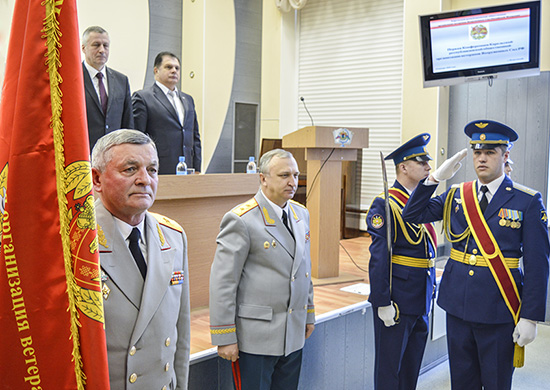
Заместитель командующего войсками ЗВО генерал-лейтенант С. В. Кураленко (в центре). 23 января 2016 года

С мая 2012 по май 2013 года — начальник кафедры военного искусства Военной академии Генерального штаба Вооружённых Сил Российской Федерации.
С мая 2013 по декабрь 2015 года — командующий 6-й общевойсковой армией Западного военного округа. По итогам 2014 года армия становится лучшей в Западном военном округе.
13 декабря 2014 года указом Президента Российской Федерации присвоено воинское звание генерал-лейтенант.
В декабре 2015 года — представитель Российской Федерации в Международном информационном центре в Багдаде (Ирак).
19 декабря 2015 года указом Президента Российской Федерации назначен заместителем командующего войсками Западного военного округа.

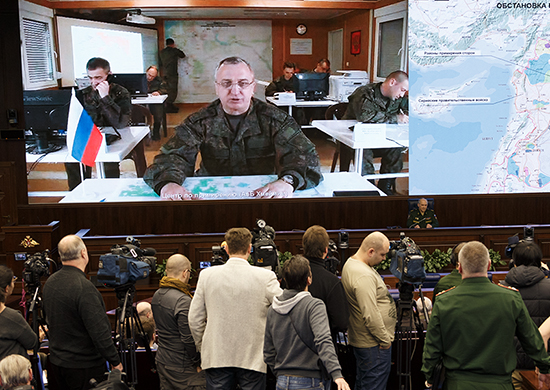
Генерал-лейтенант С. В. Кураленко докладывает о ходе выполнении перемирия в Сирии. 27 февраля 2016 года

После открытия Минобороны России 23 февраля 2016 года Координационного центра по примирению враждующих сторон на территории Сирийской Арабской Республики (располагается на российской авиабазе Хмеймим), возглавлял этот центр до мая 2016 года.
С 16 сентября 2016 года по ноябрь 2017 года — начальник Военной академии Генерального штаба Вооружённых Сил Российской Федерации.
С 2017 по 2019 год — заместитель Главнокомандующего сухопутными войсками Российской Федерации по миротворческой деятельности.
С августа по сентябрь 2017 года — заместитель командующего группировкой войск (сил) Российской Федерации в Сирийской Арабской Республике, с сентября по октябрь 2018 года — командующий группировкой войск (сил) Российской Федерации в Сирийской Арабской Республике.
С апреля 2019 по февраль 2020 года — начальник штаба — первый заместитель командующего войсками Восточного военного округа.
Указом Президента Российской Федерации №595 от 12 декабря 2019 года присвоено воинское звание генерал-полковник.
Указом Президента Российской Федерации №146 от 21 февраля 2020 года назначен на должность начальника Главного управления военной полиции Министерства обороны Российской Федерации.
Член редакционной коллегии журнала «Военная мысль».
Женат, две дочери.

## Награды
- Орден «За заслуги перед Отечеством» II степени
- Орден «За заслуги перед Отечеством» III степени с мечами
- Орден «За заслуги перед Отечеством» IV степени с мечами
- Орден Александра Невского (2016)
- Орден Мужества
- Орден «За военные заслуги»
- Орден Почёта
- Орден Дружбы
- Медаль ордена «За заслуги перед Отечеством» II степени
- Юбилейная медаль «70 лет Вооружённых Сил СССР»
- Медаль «За воинскую доблесть» I степени
- Медаль «За отличие в военной службе» I степени
- Медаль «За отличие в военной службе» II степени
- Медаль «За безупречную службу» III степени
- Медаль «200 лет Министерству обороны»
- Медаль «За отличие в учениях»
- Медаль «Участнику военной операции в Сирии»
- Императорский Военный Орден Святителя Николая Чудотворца III степени
- Орден Мужества «Афырхаҵаразы аорден» (8 декабря 2016 года, Абхазия) — за образцовое выполнение миротворческих задач по обеспечению безопасности и неприкосновенности государственной границы Республики Абхазия[4]